# ویاچسلاف استارشینوف
ویاچسلاف استارشینوف (روسی: Вячеслав Иванович Старшинов؛ زادهٔ ۶ مهٔ ۱۹۴۰) بازیکن سابق و مربی هاکی روی یخ اهل روسیه است.
وی همچنین برندهٔ جوایزی همچون نشان دوستی شده‌است.